# Resiliència psicològica
La resiliència psicològica (del llatí resilire, que significa 'tornar') és la capacitat que té una persona per a resistir i afrontar situacions traumàtiques per tal de "tornar" al seu estat estàndard, a més també és l'aptitud de reaccionar positivament malgrat les dificultats. Està relacionada amb l'autoestima de tal forma que implica també l'autoconcepte, és a dir, els factors intrapersonals. Està demostrat que la resiliència d'una persona és major quan té almenys una bona relació afectiva amb una persona. Quan un subjecte es comporta de manera resilient, pot recuperar-se després d'una vivència traumàtica i fins i tot pot sortir-ne enfortit. La resiliència no és una qualitat innata sinó que aquesta és un conjunt de conductes, accions i pensaments.
Una persona amb un estrès diari interromp l'equilibri tant intern com extern, presentant-s'hi desafiaments i oportunitats. Tanmateix, els estressos rutinaris poden tenir impactes positius que afavoreixin la seva capacitat de recuperació. Algunes persones poden tractar amb més quantitats d'estrès que altres. La resiliència és l'adaptació integrada d'aspectes físics, mentals i espirituals en un conjunt d'estats beneficiaris o perjudicials. És important tenir en compte que la capacitat de resistència no és només superar una situació profundament estressant, sinó també sortir d'aquesta situació amb un "funcionament competent". La resiliència comporta que una persona es recuperi de la desgràcia, sent una persona més perfeccionada i més àgil. Ser resilient no significa que no pateixi conflictes ni inquietuds, sinó que sap superar-los.
Aquest terme no només se centra en malalties mentals sinó que també en la recuperació de malalties físiques i recuperacions d'escenaris traumàtics (ex: un accident amb el cotxe).
La resiliència es considera de forma positiva i no té relació amb la psicologia tradicional.

## Etimologia i característiques
Igual que altres conceptes psicològics com la flexibilitat o l'estrès, l'origen d'aquest mot es troba en la física (mecànica). Aquesta paraula ha estat adaptada pels psicòlegs que fan una comparació del procés que pateix un material quan retorna al seu estat original després d'haver estat sotmès a una força que el supera.
La resiliència psicològica és una cosa que es desenvolupa i s'ha de mantenir, és per això que es pot dividir en set factors:
1. Introspecció:[6] capacitat per a examinar-se internament, plantejar-se preguntes difícils i donar-se respostes honestes.
2. Independència:[7] capacitat per mantenir distància física i emocional pel que fa als problemes sense caure en l'aïllament.
3. Interacció:[8] capacitat per establir llaços íntims i satisfactoris amb altres persones.
4. Iniciativa:[9] capacitat per a fer-se càrrec dels problemes i exercir control sobre ells.
5. Creativitat:[10] capacitat per crear ordre, bellesa i objectius a partir del caos i del desordre.
6. Sentit de l'humor:[11] predisposició de l'esperit a l'alegria, permet allunyar-se del focus de tensió, relativitzar i positivitzar.
7. Consciència moral:[12] abasta tota la gamma de valors internalitzats per cada persona a través del seu desenvolupament vital.

Les característiques que defineixen a una persona amb resiliència psicològica són el compromís, el control i l'aprenentatge continu.

## Origen i història
John Bowlby, creador de la teoria del lligam, va ser el primer autor que va emprar el terme resiliència, però va ser Boris Cyrulnik, el psiquiatre, neuròleg, psicoanalista i etòleg, el que va donar a conèixer el terme de resiliència dins la psicologia en el seu llibre "Els aneguets lletjos".
La primera recerca sobre la resiliència es va publicar l'any 1973. L'epidemiologia va ser la base de l'estudi que van realitzar; va ser el fonament per tal de poder descobrir els riscos i els factors de la competència de recuperació. Temps més tard els mateixos investigadors van crear un conjunt d'eines que permetessin el desenvolupament de la capacitat de recuperació.
Emmy Warner va ser una científica dels anys 70 que va estudiar a un grup de nens d'una de les illes de l'arxipèlag de Hawaii. Aquests infants venien de famílies pobres i molts dels pares d'aquests patien malalties mentals, eren alcohòlics o simplement treballaven tot el dia. Aquesta científica va demostrar que gran part dels infants van mostrar conductes agressives en l'adolescència, i als que no van mostrar aquest tipus de conducta els va anomenar "els resistents" (Resilient).

## Tipologia
Resiliència individual: Aquest tipus de resiliència és la que gestiona l'estudi de la persona de manera específica, sense donar importància a l'entorn familiar.
Resiliència col·lectiva:
- Familiar: Aquest tipus de resiliència té com a funció estudiar el funcionament intern de la família i observar com influeix als membres d'aquesta els problemes, com els afronten i la capacitat que tenen per superar aquests esdeveniments.
- Comunitària: Aquest tipus de resiliència dona importància als integrants d'una societat, els quals estan en contacte en el dia a dia; són els que generen una identitat i una manera de ser a un nivell social.

## Construcció de la resiliència i estratègies
En qualsevol cas el terme resiliència suposa la capacitat de recuperació que es compren millor com un procés. La majoria de recerques demostren que aquesta capacitat és resultat que l'individu és capaç d'interactuar amb el seu entorn, això fa que l'individu estigui en una sensació de benestar.
Quan les persones s'enfronten a una situació de patiment poden reaccionar de diferents maneres davant aquesta situació: amb ira i ràbia, amb una actitud negativa (la qual cosa fa que l'individu no sigui capaç de donar resposta) o amb disgust.
La tercera reacció és la que promou un estat de comoditat. Normalment és la reacció que tenen les persones resilients quan es troben malament per un problema, el que fan és fer front al problema. Les dues primeres reaccions les tenen la resta de persones, les quals neguen qualsevol mitjà de recuperació i prefereixen reaccionar així en comptes de respondre a la dolorosa situació.
Stefan Vanistendael, sociòleg i demògraf dels Països Baixos, va desenvolupar la imatge d'una «caseta» per explicar el procés de la resiliència. Aquesta és una casa petita la qual està composta per diversos pisos i habitacions. La base de la casa representa les necessitats bàsiques de tota persona (ex: menjar); el subsòl de la casa simbolitza les relacions i els vincles, sovint es tracta d'un vincle fort encara que sigui només amb una persona, aquesta no cal que sigui un parent; la planta baixa de la casa significa la capacitat de la persona per trobar-li un sentit a la seva existència. Aquesta pot estar lligada a la religió, amb la política o amb un compromís social; al primer pis el que hi podem trobar és una sèrie d'habitacions les quals representen coses diferents, la primera habitació representa l'autoestima, la segona les aptituds (personal i social) i l'última el sentit de l'humor. Per acabar, les golfes, una habitació gran, la qual està oberta, ja que simbolitza les noves experiències.
Obtenir la capacitat de crear resiliència és un projecte individual. No totes les persones reaccionen igual davant d'una situació traumàtica o complexa, és per això que a una persona li pot funcionar una estratègia millor que a una altra. Les diferents estratègies són: 
- Establir relacions de recolzament dins i fora de la família.
- Evitar pensar que les crisis són obstacles insuperables.
- Acceptar que el canvi és part de la vida.
- Encaminar-te cap als teus objectius.
- Duu a terme accions decisives després de la reflexió.
- Conèixer-te a tu mateix.
- Resoldre conflictes mitjançant les habilitats comunicatives.
- Acceptar-te, estimar-te i cuidar-te com ets.

Altres estratègies més espirituals són el ioga i el mindfulness.
Com a conclusió, els mecanismes (conegut en anglès com coping) més comuns per fer front a les adversitats de la vida es recullen en trobar suport social, un control sobre les emocions, aprendre introspectivament, el recolzament en els ideals morals per aconseguir l'automotivació. Molts estudis relacionats amb la resiliència diuen que un dels components més importants és la relació d'afecte (amics o família). Aquest tipus de relació fa que hi hagi confiança i seguretat.

## Resiliència en educació
La resiliència és una tècnica d'intervenció educativa que permet que es potenciï el desenvolupament de la persona. Des del punt de vista de la pedagogia s'han d'estudiar tots els factors protectors, per tal que els individus puguin fer front al risc. La clau de la resiliència és fer que l'escola sigui capaç d'oferir reforços als factors protectors que formen part de l'àmbit educatiu.
La resiliència en l'educació es caracteritza per aquelles persones que viuen en situacions d'alt risc però són psicològicament sanes. La feina pedagògica és la creació d'accions preventives. Aquesta prevenció ha de ser entesa com a desenvolupador de recursos per arribar a la mateixa resiliència.
- Els factors de risc són qualsevol característica d'una persona que pot fer mal a la salut de l'individu, aquesta pot ser mental, física i/o emocional.
- Els factors protectors són les condicions capaces d'afavorir el desenvolupament de la gent i, en alguns casos de reduir els efectes de les situacions traumàtiques.
- Els factors protectors interns es refereixen als atributs del mateix individu: seguretat, confiança, autoconcepte i empatia.

En qualsevol centre educatiu el professor té la funció de facilitar l'aprenentatge i d'actuar com a mediador, per tant la resiliència té una relació directa amb els aprenentatges. Si el professor crea un entorn amb un aprenentatge agradable, farà que els alumnes estiguin motivats.
La resiliència és una pràctica que inclou a tota la comunitat educativa. Aquest fet implica que és responsabilitat de la col·lectivitat analitzar les situacions escolars, les dificultats que presenten els alumnes i proporcionar estratègies per adquirir aquesta capacitat de superació. Això, obtindrà com a resultat complir la funció social del desenvolupament personal de l'alumne a l'escola, millorar la convivència i la felicitat individual. El psicòleg Howard Gardner introdueix el concepte "educació emocional" que és el procés d'ensenyament de les habilitats emocionals, el qual serveix per facilitar els objectius socials que proposa l'escola.
A l'escola es poden aplicar diferents intervencions, es divideixen en dos tipus: 
1. Intervenció proactiva: Té com a objectiu fomentar els factors que contribueixen en el procés de la resiliència abans que es donin situacions indesitjables.
2. Intervenció reactiva: Té com a objectiu que l'individu reaccioni davant de les situacions adverses.

En l'àmbit educatiu existeix una relació directa entre l'aprenentatge i la resiliència, arribant a produir problemes de fracàs escolar o absentisme per falta d'aquesta. Els nens poc o gens resilients no creuen en les seves possibilitats, tenen baixa autoestima, més pors que la resta i, generalment, són més ansiosos. Tot això, indubtablement, afecta el seu aprenentatge, és per això, que la resiliència s'ha de treballar a l'escola. Per exemple, a través de l'esport; els jocs i esports permeten un desenvolupament integral de la persona (cognitiu, social, motor i afectiu). Si aconseguim desenvolupar valors personals i socials a través de l'esport, estarem millorant la resiliència de les persones que el practiquen. Altres aspectes que es poden treballar a l'aula per desenvolupar la resiliència en els nens són l'empatia, la resolució de problemes o la utilització de pensaments positius. I tot això es pot treballar de manera transversal.
La resiliència és una qualitat tan important per a l'educació que inclús els informes PISA inclouen una gràfica en els seus resultats.